# Cojumatlán de Régules
Cojumatlán de Régules es una localidad al noroeste del estado mexicano de Michoacán, cabecera del municipio homónimo. Se encuentra a una distancia de 237 km de la capital del estado, en la ubicación 20°7′4″N 102°51′4″O / 20.11778, -102.85111, a una altitud de 1545 m s. n. m.

## Toponimia
La palabra «Cojumatlán» proviene del vocablo nahua cuzamatl o cozamatl y se interpreta como ‘comadreja’. El complemento «de Régules» recuerda al destacado militar Nicolás de Régules.

## Demografía
Según los datos registrados en el censo de 2020, la localidad cuenta con 7251 habitantes, lo que representa un crecimiento promedio de 0.71 % anual en el período 2010-2020 sobre la base de los 6763 habitantes registrados en el censo anterior. Ocupa una superficie aproximada de 2.907 km², lo que determina al año 2020 una densidad de 2494 hab/km².
| Gráfica de evolución demográfica de Cojumatlán de Régules entre 1900 y 2020                                 |
| |
| Población de los censos y conteos del Instituto Nacional de Estadística y Geografía (INEGI) de 1900 a 2020. |

La población de Cojumatlán de Régules está mayoritariamente alfabetizada (7.38 % de personas mayores de 15 años analfabetas, según relevamiento del año 2020), con un grado de escolaridad promedio en torno a los 7 años. El 98.2 % de los habitantes de Cojumatlán de Régules profesa la religión católica.
En el año 2010 estaba clasificada como una localidad de grado medio de vulnerabilidad social. Según el relevamiento realizado, 3198 personas de 15 años o más no habían completado la educación básica —carencia conocida como rezago educativo—, y 2014 personas no disponían de acceso a la salud.

## Economía
La base económica de la población es la agricultura, especialmente los cultivos de hortalizas como cebollas, repollos, pepinos, calabazas y lechugas.